# 茹尔南
茹尔南（法語：Journans，法語發音：[ʒuʁnɑ̃] ⓘ）是法国东部安省的一个市镇，属于布雷斯地区布尔格区。

## 地理
茹尔南（46°8'41"N, 5°19'57"E）面积2.43 平方千米，位于法国奥弗涅-罗讷-阿尔卑斯大区安省，该省份为法国东部省份，北起汝拉省，西北接索恩-卢瓦尔省，西接罗讷省和里昂大都会，南至伊泽尔省，东与萨瓦省、上萨瓦省和瑞士接壤。
与茹尔南接壤的市镇（或旧市镇、城区）包括：博阿-梅里亚-里尼亚、勒沃纳、圣马丹迪蒙、托西亚。

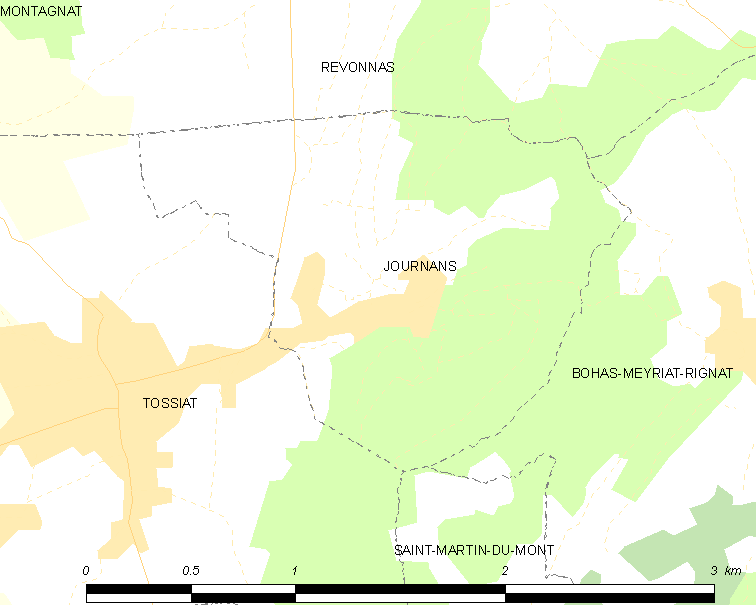
茹尔南的OSM定位图

茹尔南的时区为UTC+01:00、UTC+02:00（夏令时）。

## 行政
茹尔南的邮政编码为01250，INSEE市镇编码为01197。

## 政治
茹尔南所属的省级选区为塞泽里亚县。

## 人口

1962-2008年间茹尔南人口变化图示

茹尔南于2022年1月1日时的人口数量为384人。